# Союз ТМА-20М
«Союз ТМА-20М» — транспортний пілотований корабель, який було запущено 18 березня 2016 року. Корабель доставив до Міжнародної космічної станції трьох учасників експедиції МКС-47/48. Цей запуск став 127-м пілотованим польотом корабля «Союз», перший політ котрого відбувся у 1967 році та останній у модифікації кораблів «Союз ТМА-М». Корабель з екіпажем на борту повернувся на Землю 7 вересня 2016 року.

## Екіпаж
- (ФКА) Олексій Овчінін (1-й космічний політ) — командир екіпажу;
- (ФКА) Олег Скрипочка (2) — бортінженер № 1;
- (НАСА) Джеффрі Вільямс (4) — бортінженер № 2.

## Дублери
- (ФКА) Сергій Рижиков (1-й космічний політ) — командир екіпажу;
- (ФКА) Андрій Борисенко (2) — бортінженер № 1;
- (НАСА) Роберт Кімбро (4) — бортінженер № 2.

## Основні завдання польоту
- Виведення на ТПК «Союз ТМА-20М» членів екіпажу МКС-47/48 на орбіту та стикування з МКС;
- робота екіпажу за програмою МКС-47/48;
- розстикування ТПК «Союз ТМА-20М» від МКС та повернення членів екіпажу МКС-47/48 на Землю.

## Емблема
Емблему виконано в геральдичному стилі. Вона розділена на 4 частини кольорами прапорів — учасників експедиції — Росії і США. Дві з чотирьох частин емблеми — це герби міст і штатів, де народилися учасники експедиції — Рибінська (Овчинін) та штату Вісконсин (Вільямс). На третій частині зображено журавля, який був на емблемі першого польоту Скрипочки. На четвертій — назву корабля та 3 зірки, що символізують трьох учасників експедиції. По центру — силует корабля, вгорі — силует станції.

## Хід польоту

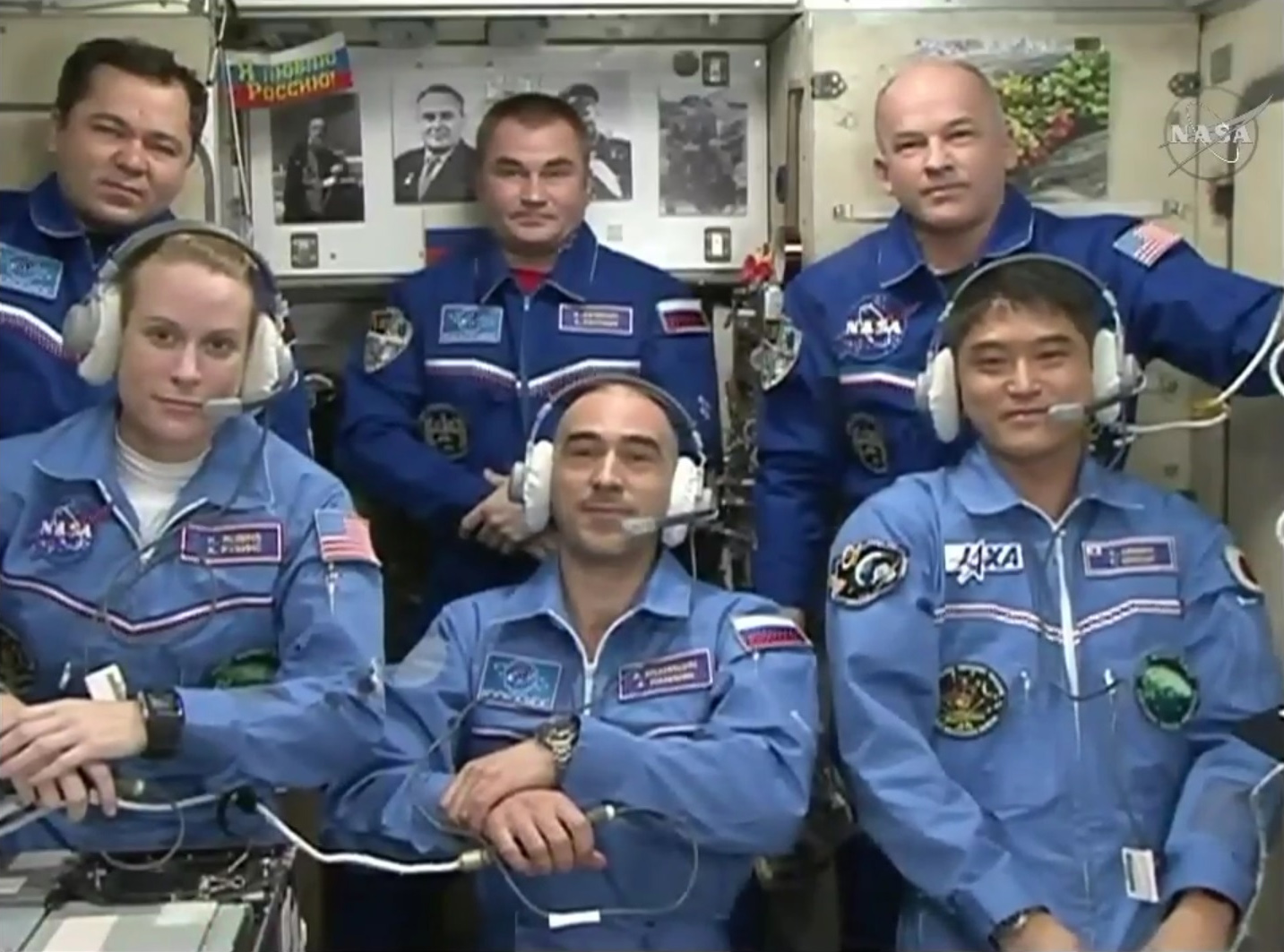
Члени екіпажу «Союз ТМА-20М» (у верхньому ряду) на борту МКС у складі 48-ї експедиції

Старт корабля з трьома космонавтами на борту відбувся 18 березня 2016 о 21:26 (UTC) зі стартового майданчика № 1 космодрому Байконур. Зближення і стикування ТПК «Союз ТМА-20М» з МКС відбулося за «короткою», чотирьохвитковою схемою 19 березня 2016 року о 03:10 UTC (5:10 за київським часом) в автоматичному режимі під контролем фахівців Центру управління польотами і російського члена екіпажу МКС Юрія Маленченка.
Члени екіпажу «Союз ТМА-20М» на борту МКС брали участь у роботі 47-ї та 48-ї експедицій протягом 172 діб.
Корабель з екіпажем на борту відстикувався від МКС 6 вересня 2016 о 21:51 (UTC) та 7 вересня о 01:14 (UTC) приземлився на території Казахстану на південний схід від м. Жезказган. Операція спуску корабля з орбіти та приземлення пройшла у штатному режимі .

## Галерея

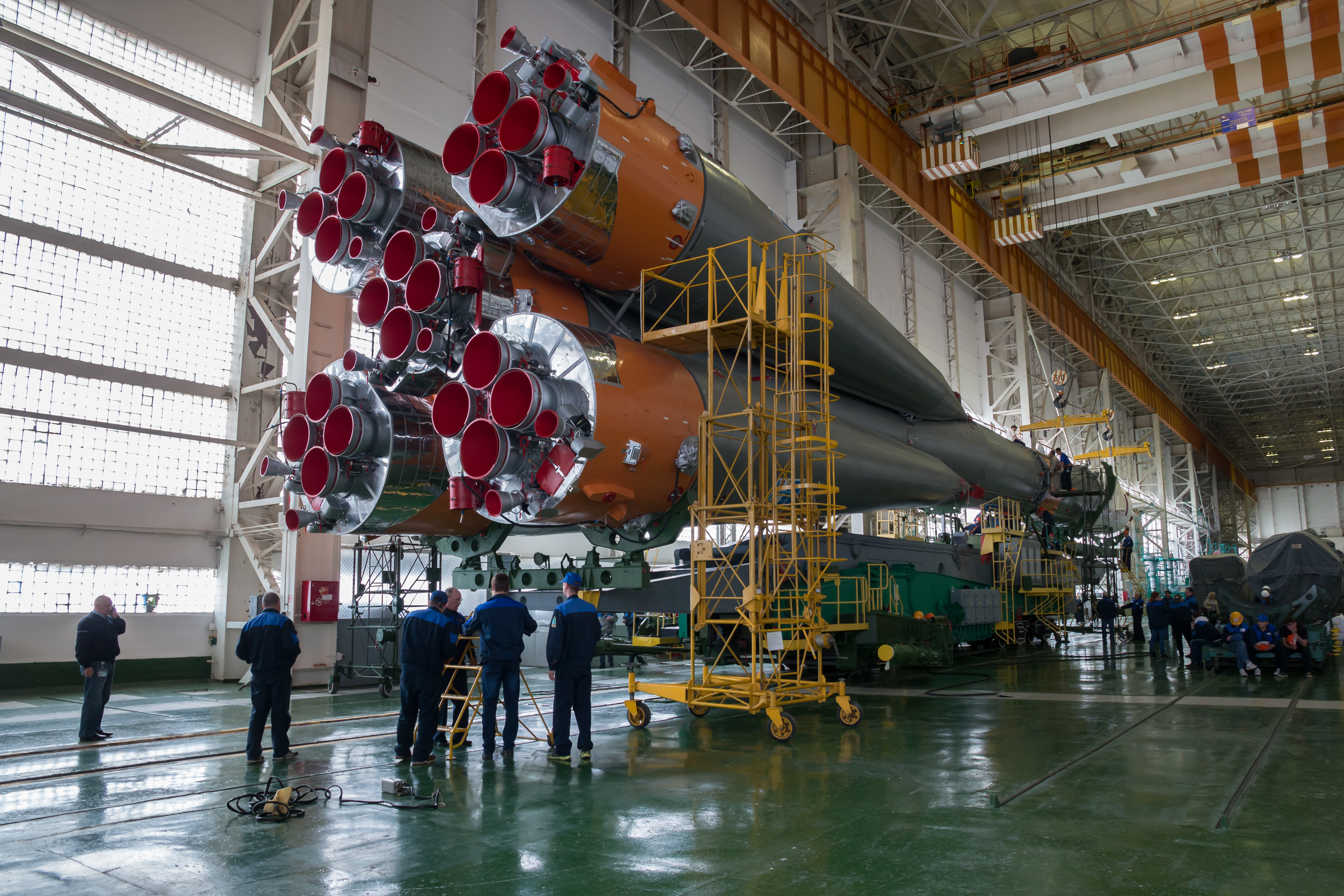
«Союз ТМА-20М» у зібраному стані разом із ракетними двигунами, 15.03.2016
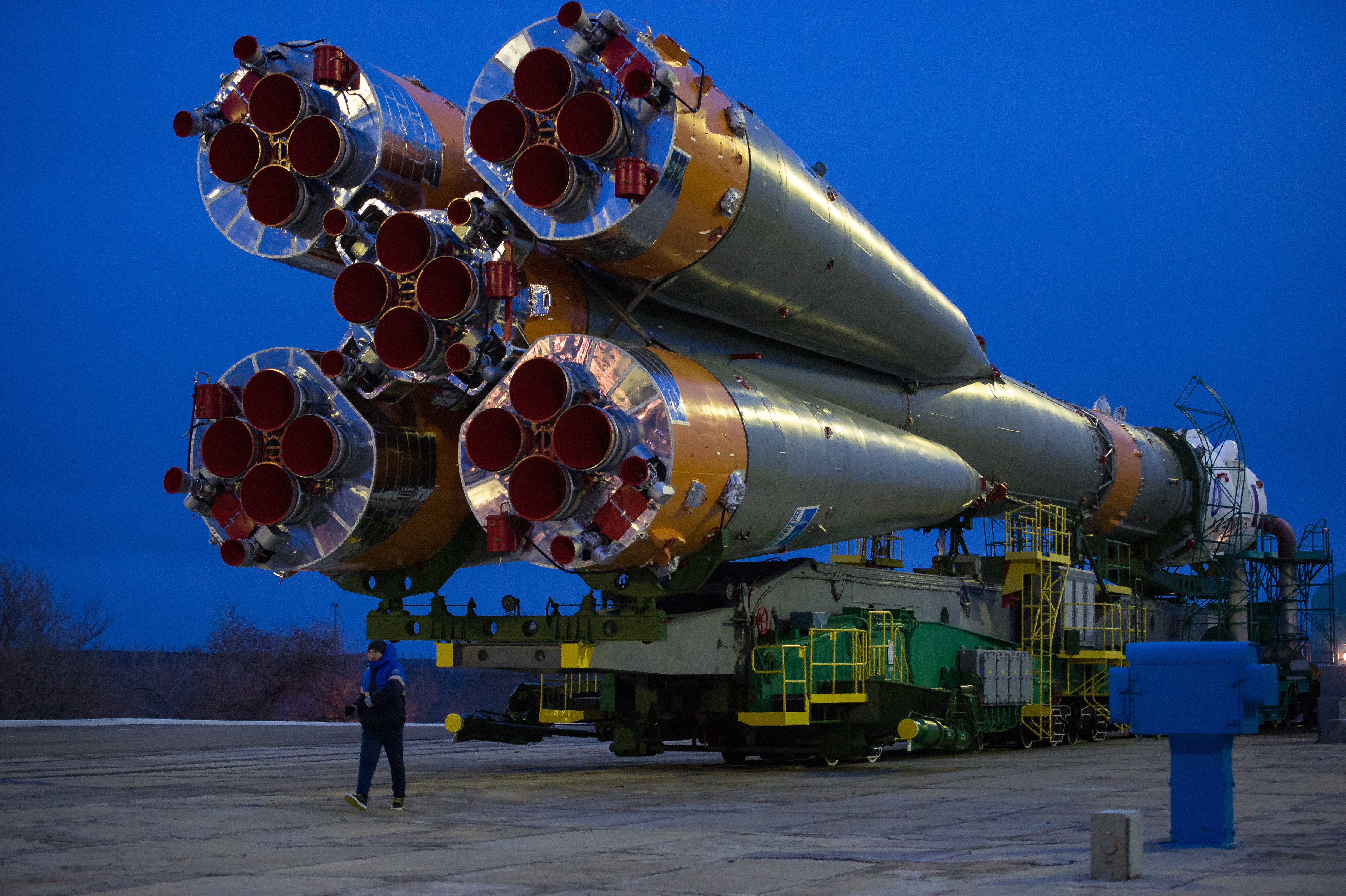
Транспортування корабля до стартового майданчика, 16.03.2016
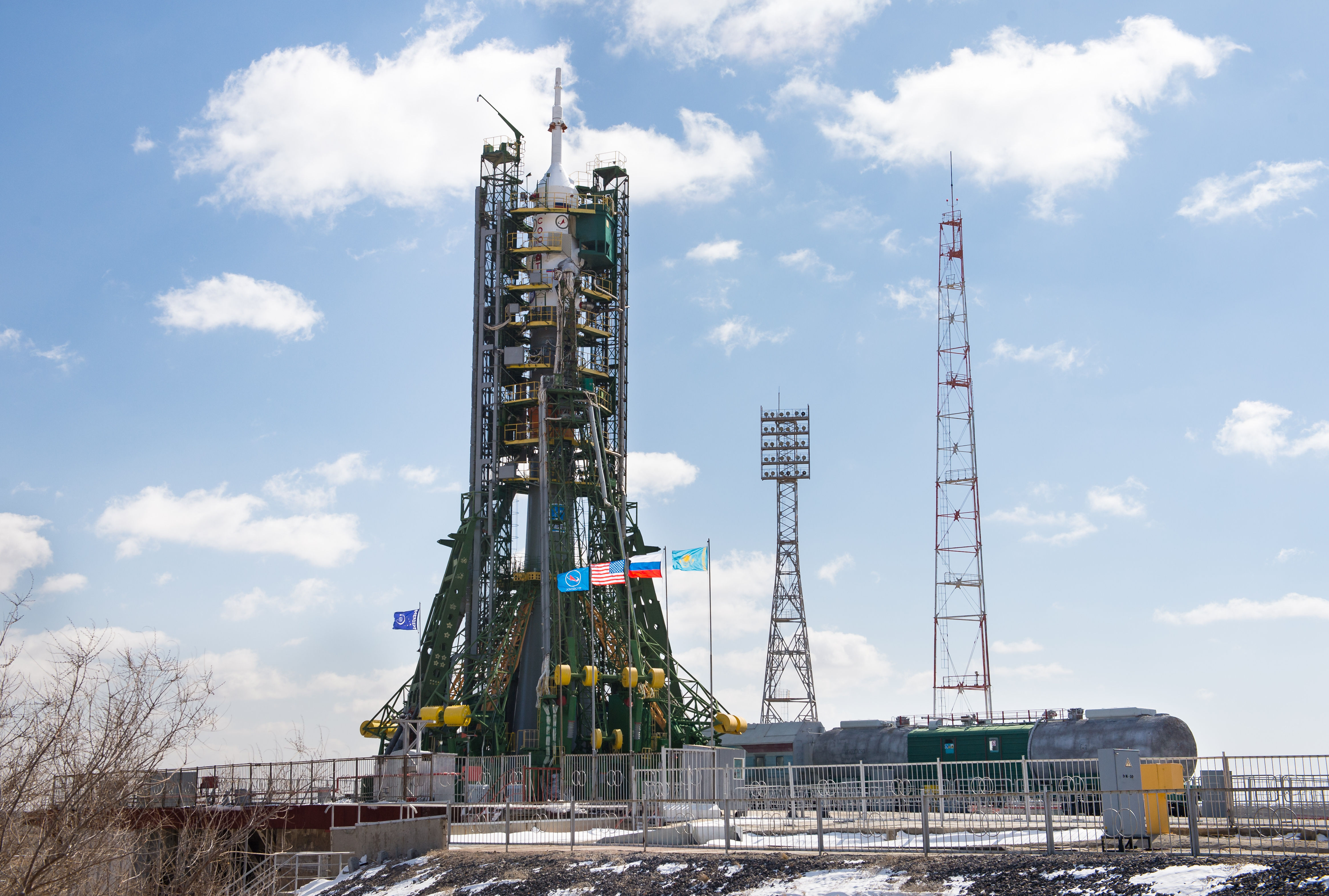
«Союз ТМА-20М» на стартовому майданчику, 17.03.2016
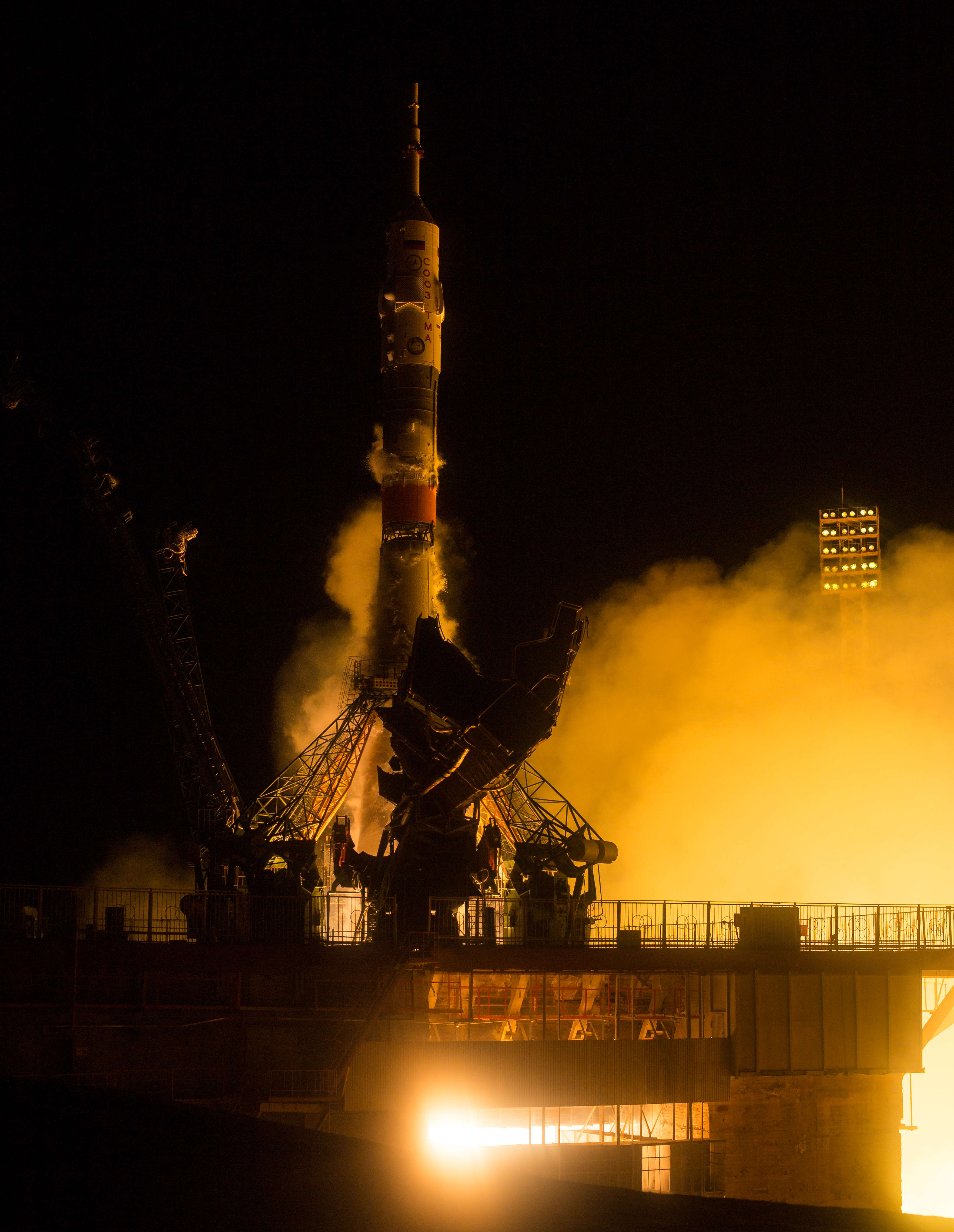
Запуск корабля
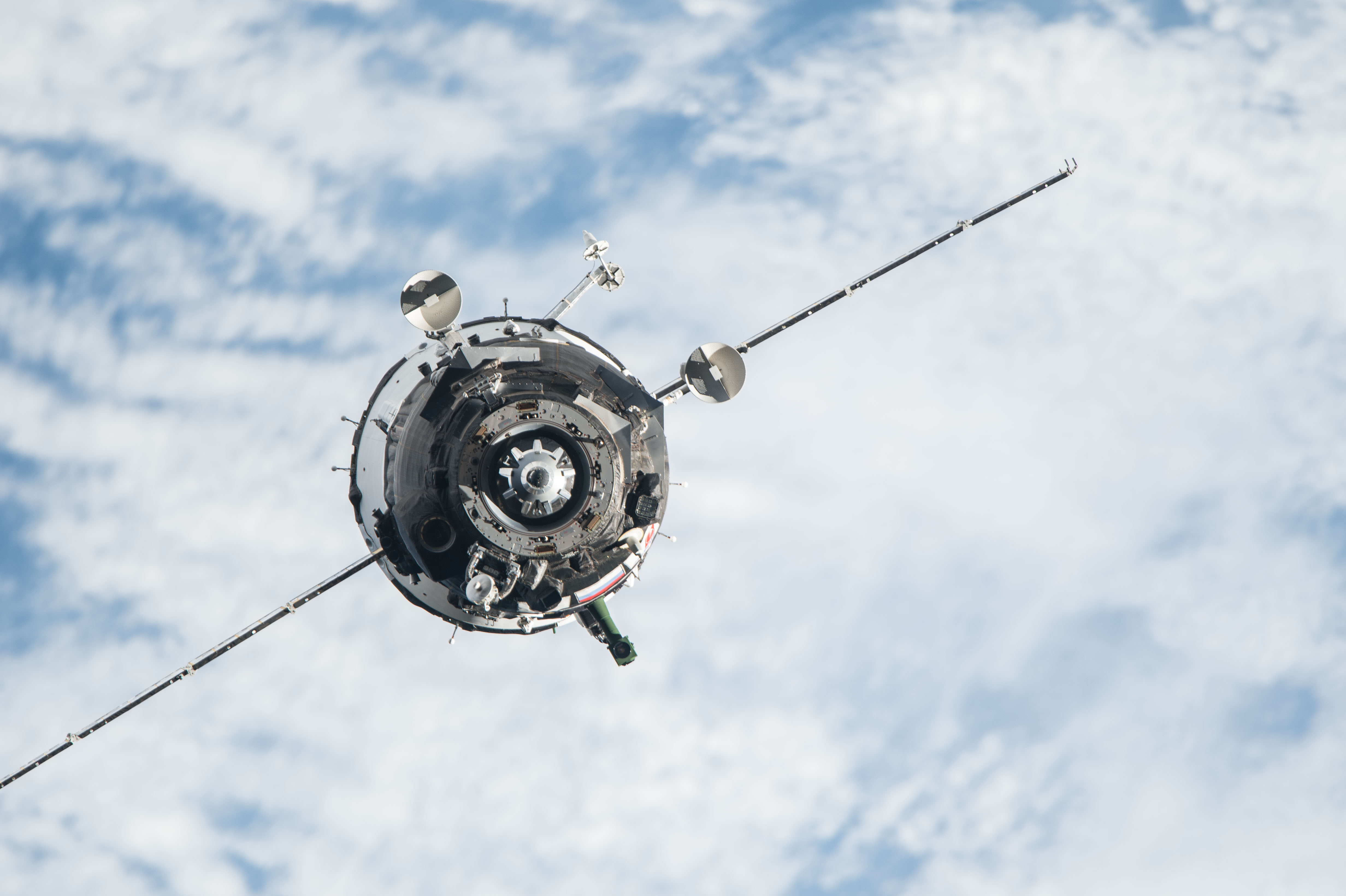
«Союз ТМА-20М» під час зближення з МКС, 19.03.2016
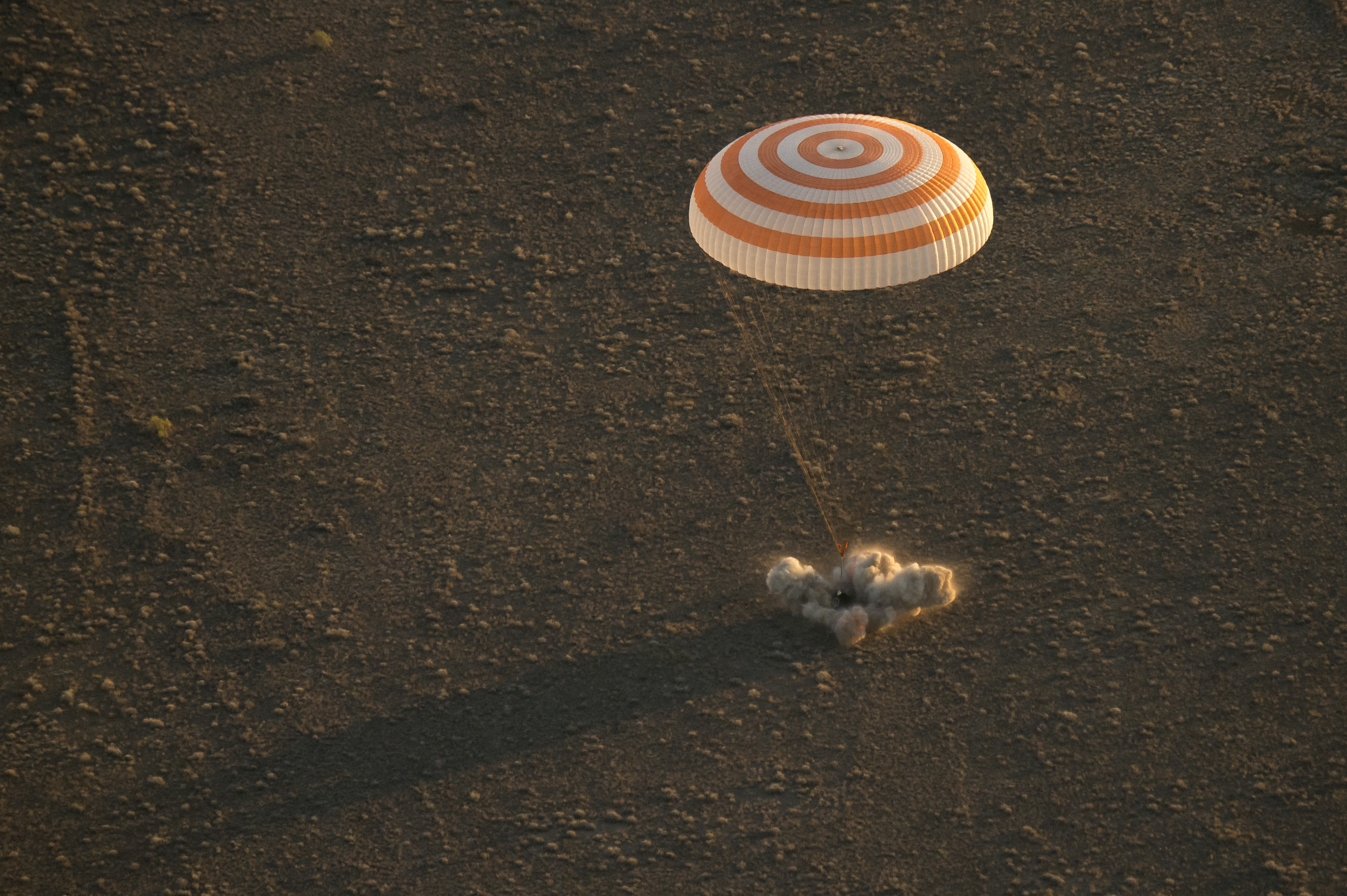
Приземлення «Союз ТМА-20М», 07.09.2016